# Microsciurus santanderensis
Microsciurus santanderensis es una especie de roedor de la familia Sciuridae.

## Distribución geográfica
Es endémica de Colombia.

## Hábitat
Su hábitat natural son: 

## Descripción
Mide alrededor de 15 centímetros (5.9 pulgadas) desde la nariz hasta el extremo posterior del torso, con una cola aproximadamente del mismo largo. Las hembras son, en promedio, ligeramente más grandes que los machos. Tiene un pelaje rojo anaranjado en la mayor parte del cuerpo, con una línea negra que corre por el centro de la espalda y partes inferiores más claras de tono rosado-marrón.